# Mirela Skoko
Mirela Skoko (Bapska kod Iloka, 24. lipnja 1964.), hrvatska športska streljačica.
Natjecala se na Olimpijskim igrama 1992., 1996. i 2004 u disciplinama zračna MK pištolj 25 metara i zračni pištolj 10 metara. Na prvim Igrama je osvojila 4. odnosno 11. mjesto, 2001. osvaja 36. i 11. mjesto te na Igrama 2004. osvaja 27. odnosno 15. mjesto.
Na svjetskom prvenstvu 1991. je kao reprezentativka Jugoslavije ekipno osvojila brončanu medalju u disciplini MK pištolj 25 metara. Na europskim prvenstvima osvojila je tri srebrene (1989., 1990. i 2002.) i dvije brončane medalje (1988. i 1991.). Na Mediteranskim igrama 1993. osvojila je brončanu medalju u zračnoj pušci na 10 metara.
Bila je članica GSD Osijek 1784.
Njezina sestra Suzana također je bila državna reprezentativka i olimpijka.